# إنتر سيتي إكسبريس

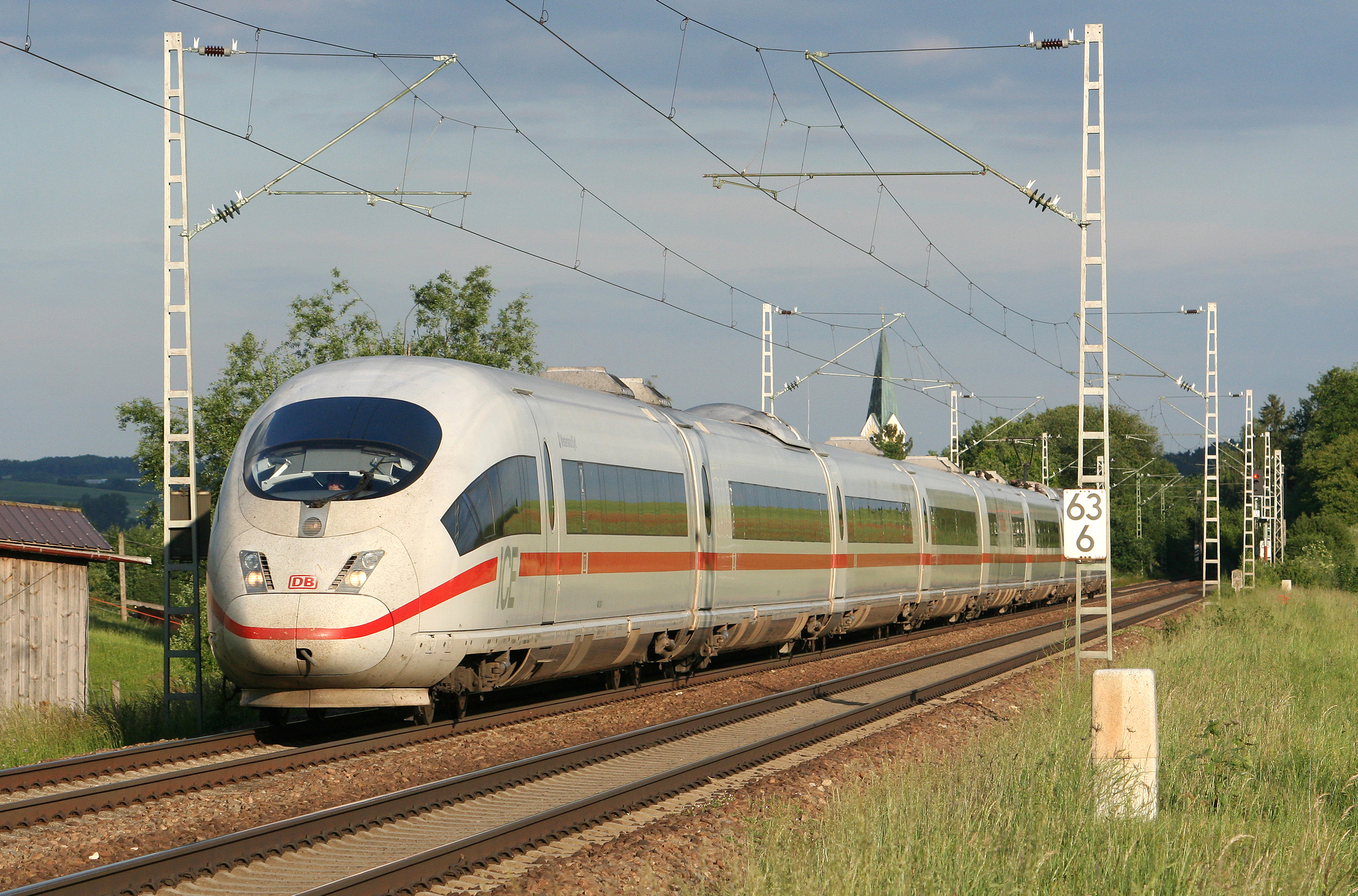

انتر سيتي اكسبريس (بالألمانية: InterCityExpress) وتختصر ICE وهو نظام للقطارات فائقة السرعة في ألمانيا ويصل إلى البلدان المجاورة لها.
العلامة التجارية هي "ICE" وهي تابعة لشركة (بالألمانية: Deutsche Bahn) التي تختصر بـ DB التي تسيطر على %100 من النقل العام ضمن ألمانيا. وتم استخدام الـ"ICE" لأول مرة في أوائل الثمانينات.
تصل خدمات الشركة إلى كل من زيوريخ في سويسرا، وفيينا في النمسا. كما أيضا إلى ليج وبروكسل في بلجيكا، وبسرعات أقل إلى امستردام في هولندا. وأخيرا بتاريخ 10 حزيران 2007، تم افتتاح خط جديد بين باريس وفرانكفورت وشتوتغارت.
الجدير بالذكر أن كافة مركبات الـ DB تعمل على الطاقة الكهربائية للتقليل من أضرار البيئة وتسير مركبات الـ ICE عادة بسرعات 250 كم/ساعة بين المدن مع العلم أنه بإمكانها الوصول إلى سرعة 500 كم/ساعة.